# Murviel-lès-Montpellier
Murviel-lès-Montpellier (Mervièlh en occitan) est une commune française située dans l'est du département de l'Hérault en région Occitanie.
Exposée à un climat méditerranéen, elle est drainée par le ruisseau de Lassedéron, le ruisseau de Vertoublanc et par un autre cours d'eau. La commune possède un patrimoine naturel remarquable : deux sites Natura 2000 (la « montagne de la Moure et Causse d'Aumelas » et les « garrigues de la Moure et d'Aumelas ») et deux zones naturelles d'intérêt écologique, faunistique et floristique.
Murviel-lès-Montpellier est une commune rurale qui compte 2 002 habitants en 2022, après avoir connu une forte hausse de la population depuis 1962.  Elle fait partie de l'aire d'attraction de Montpellier. Ses habitants sont appelés les Murvielois ou  Murvieloises.

## Géographie

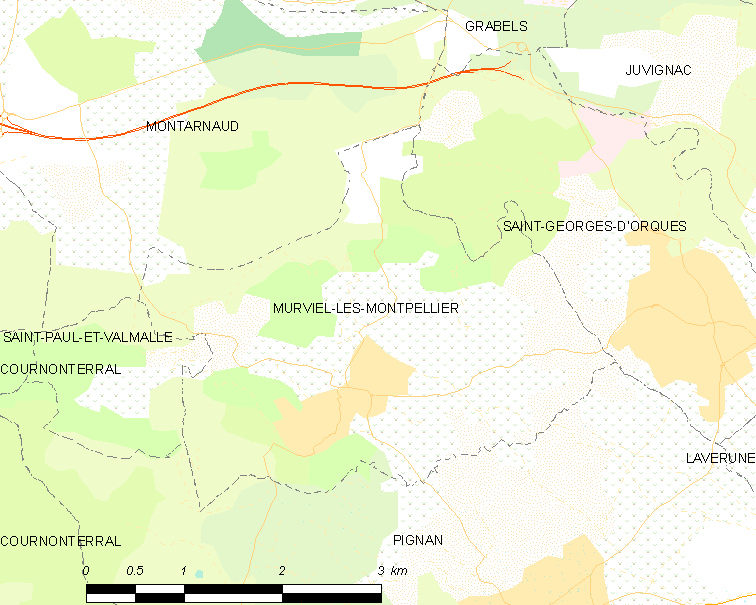
Carte

Le territoire de Murviel est implanté à sept kilomètres à l'ouest de Montpellier ; il est marqué par d'importantes déclivités (environ 100 mètres de dénivelé entre le point haut - 200 mètres d'altitude à Valcrose, et le point bas dans la vallée à l'est en direction de Saint-Georges-d'Orques autour de 100 mètres d'altitude). Pour information, le centre du bourg se situe autour de 140 mètres.
Son accessibilité est relativement aisée par la proximité d'un axe autoroutier (l' A750 se situe à quatre kilomètres au nord de la commune - axe reliant la méridienne A75 à Montpellier).
Situé dans un massif recouvert de garrigue au nord de la plaine de Pignan, il s'agit d'une zone de colline méditerranéenne où l'eau est une ressource rare.

### Communes limitrophes
|                        | Montarnaud              |                        |
| Saint-Paul-et-Valmalle | Murviel-lès-Montpellier | Saint-Georges-d'Orques |
|                        | Pignan                  |                        |

### Climat
Pour des articles plus généraux, voir Climat de l'Occitanie et Climat de l'Hérault.
En 2010, le climat de la commune est de type climat méditerranéen franc, selon une étude s'appuyant sur une série de données couvrant la période 1971-2000. En 2020, Météo-France publie une typologie des climats de la France métropolitaine dans laquelle la commune est exposée à un climat méditerranéen et est dans la région climatique  Provence, Languedoc-Roussillon, caractérisée par une pluviométrie faible en été, un très bon ensoleillement (2 600 h/an), un été chaud (21,5 °C), un air très sec en été, sec en toutes saisons, des vents forts (fréquence de 40 à 50 % de vents > 5 m/s) et peu de brouillards.
Pour la période 1971-2000, la température annuelle moyenne est de 14,2 °C, avec une amplitude thermique annuelle de 16,1 °C. Le cumul annuel moyen de précipitations est de 762 mm, avec 6 jours de précipitations en janvier et 2,6 jours en juillet. Pour la période 1991-2020, la température moyenne annuelle observée sur la station météorologique la plus proche, située sur la commune de Villeneuve-lès-Maguelone à 13 km à vol d'oiseau, est de 15,4 °C et le cumul annuel moyen de précipitations est de 591,6 mm,. Pour l'avenir, les paramètres climatiques de la commune estimés pour 2050 selon différents scénarios d'émission de gaz à effet de serre sont consultables sur un site dédié publié par Météo-France en novembre 2022.

### Hydrographie
Dans ce climat méditerranéen relativement aride, la compétition entre l'usage urbain et l'usage agricole de l'eau a induit la création d'une station d'épuration par lagunage (avec deux lagunes pour l'épuration des eaux usées et une 3e pour le stockage de l'eau). Après épuration dans les lagunes, l'eau est filtrée et enfin utilisée pour l'irrigation de cultures de raisins de table et d'oliviers localisées à proximité, le sol jouant alors son rôle de filtre. Ce dispositif autorise une économie de 50 000 m3 d'eau par an, certains éléments polluants (nitrates, phosphates) sont recyclés par les cultures, l'objectif étant le zéro pollution. Notons qu'au nord du territoire communal, proche du domaine des Quatre Pilas, a été mis en évidence une nappe souterraine importante (débit enregistré 40 m3/h).

### Site naturel
Le domaine du Mas Dieu, à cheval sur trois communes (Montarnaud, Murviel, Saint-Paul), représente 540 hectares.
Un projet initié en 1990 par le district de Montpellier devait voir l'implantation d'une décharge géante sur ce site, la mise en évidence d'une nappe phréatique importante sous le site, et surtout de la forte conductivité des sols localement (d'où un risque de pollution), ont permis l'abandon de ce projet… à la suite du rachat du foncier par la SAFER auprès de Vivendi Environnement. 
Depuis lors, un ambitieux projet d'aménagement a vu le jour :
- 145 hectares affectés aux projets agricoles (culture de la vigne et de l'olivier - relance de variétés traditionnelles oubliées comme la Rougette de Pignan, la Verdale, culture de la truffe ;
- 242 hectares consacrés au pâturage d'un troupeau ovin (race caussenarde en voie de disparition) ;
- 100 hectares de parc public avec un lac (accès gratuit), avec sentiers de promenade (il est également envisagé un parc à thème « le jardin des découvertes » de 20 hectares).

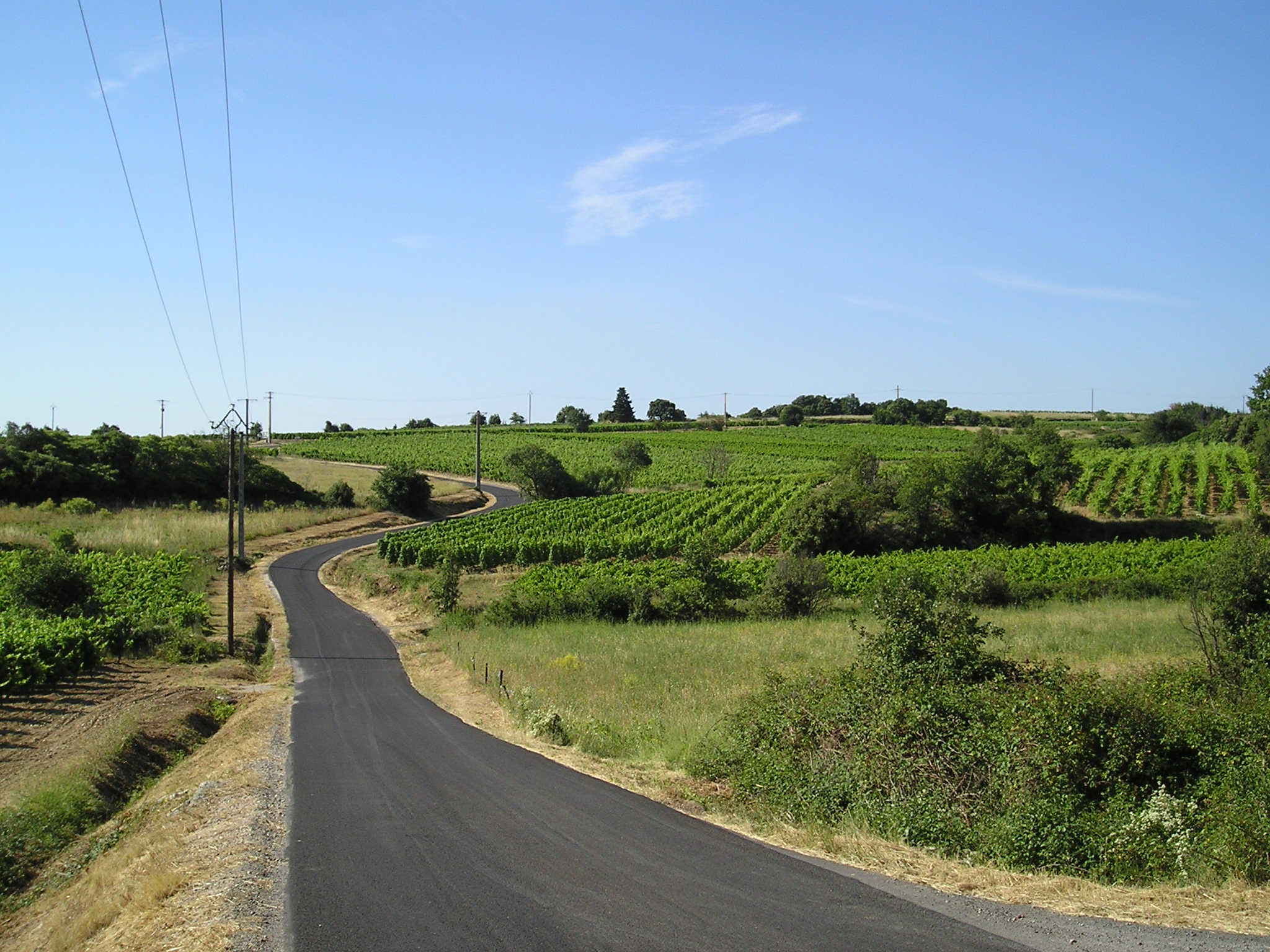
La vigne est encore exploitée en 2009.

### Milieux naturels et biodiversité

#### Réseau Natura 2000

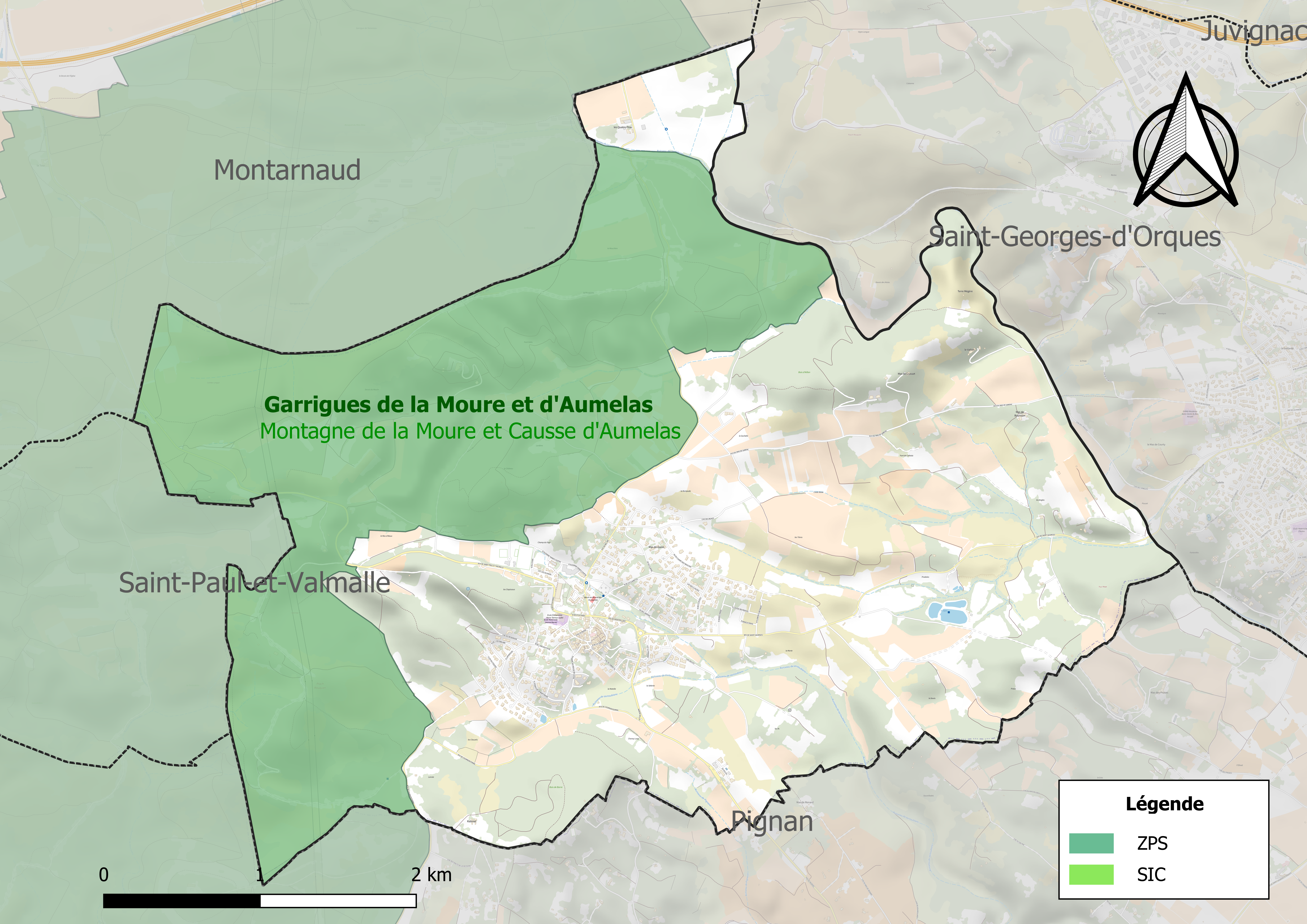
Site Natura 2000 sur le territoire communal.

Le réseau Natura 2000 est un réseau écologique européen de sites naturels d'intérêt écologique élaboré à partir des directives habitats et oiseaux, constitué de zones spéciales de conservation (ZSC) et de zones de protection spéciale (ZPS).
Un site Natura 2000 a été défini sur la commune au titre de la directive habitats :
- la « montagne de la Moure et Causse d'Aumelas », d'une superficie de 10 694 ha, présentant sur 20 % de son territoire un couvert de pelouses méditerranéennes à brachypode rameux (Brachypodium ramosum) bien entretenues grâce à une pratique pastorale encore très fréquente. Des landes, broussailles, recrus, maquis et garrigues et phrygana couvrent 45 %, et des forêts sempervirentes non-résineuses (chênaie verte et blanche avec de grands houx arborescents) pour 25 %. Sept espèces de chauve-souris, dont 3 d'intérêt communautaire, présentes sur le site[10] et un au titre de la directive oiseaux[9] :
- les « garrigues de la Moure et d'Aumelas », d'une superficie de 9 015 ha, abritant un couple nicheur d'Aigles de Bonelli. Ce site est aussi important pour l'aigle royal, comme zone d'alimentation des individus erratiques et d'un couple nicheur à proximité[11].

#### Zones naturelles d'intérêt écologique, faunistique et floristique
L’inventaire des zones naturelles d'intérêt écologique, faunistique et floristique (ZNIEFF) a pour objectif de réaliser une couverture des zones les plus intéressantes sur le plan écologique, essentiellement dans la perspective d’améliorer la connaissance du patrimoine naturel national et de fournir aux différents décideurs un outil d’aide à la prise en compte de l’environnement dans l’aménagement du territoire.
Une ZNIEFF de type 1 est recensée sur la commune :
la « garrigue du Mas Dieu » (248 ha), couvrant 3 communes du département et une ZNIEFF de type 2, : 
le « causse d'Aumelas et montagne de la Moure » (16 237 ha), couvrant 16 communes du département.

Carte des ZNIEFF de type 1 et 2 à Murviel-lès-Montpellier.
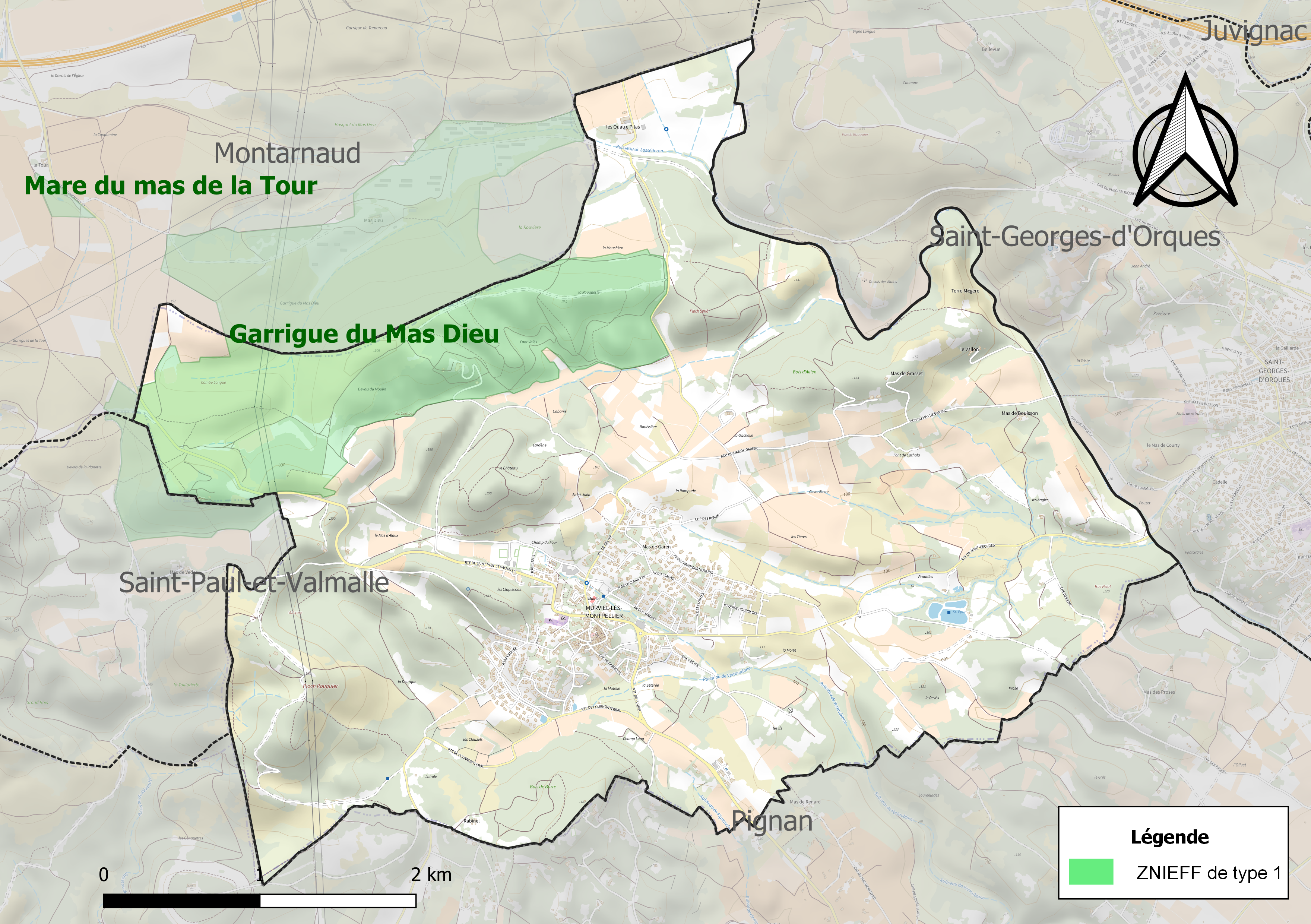
Carte de la ZNIEFF de type 1 sur la commune.
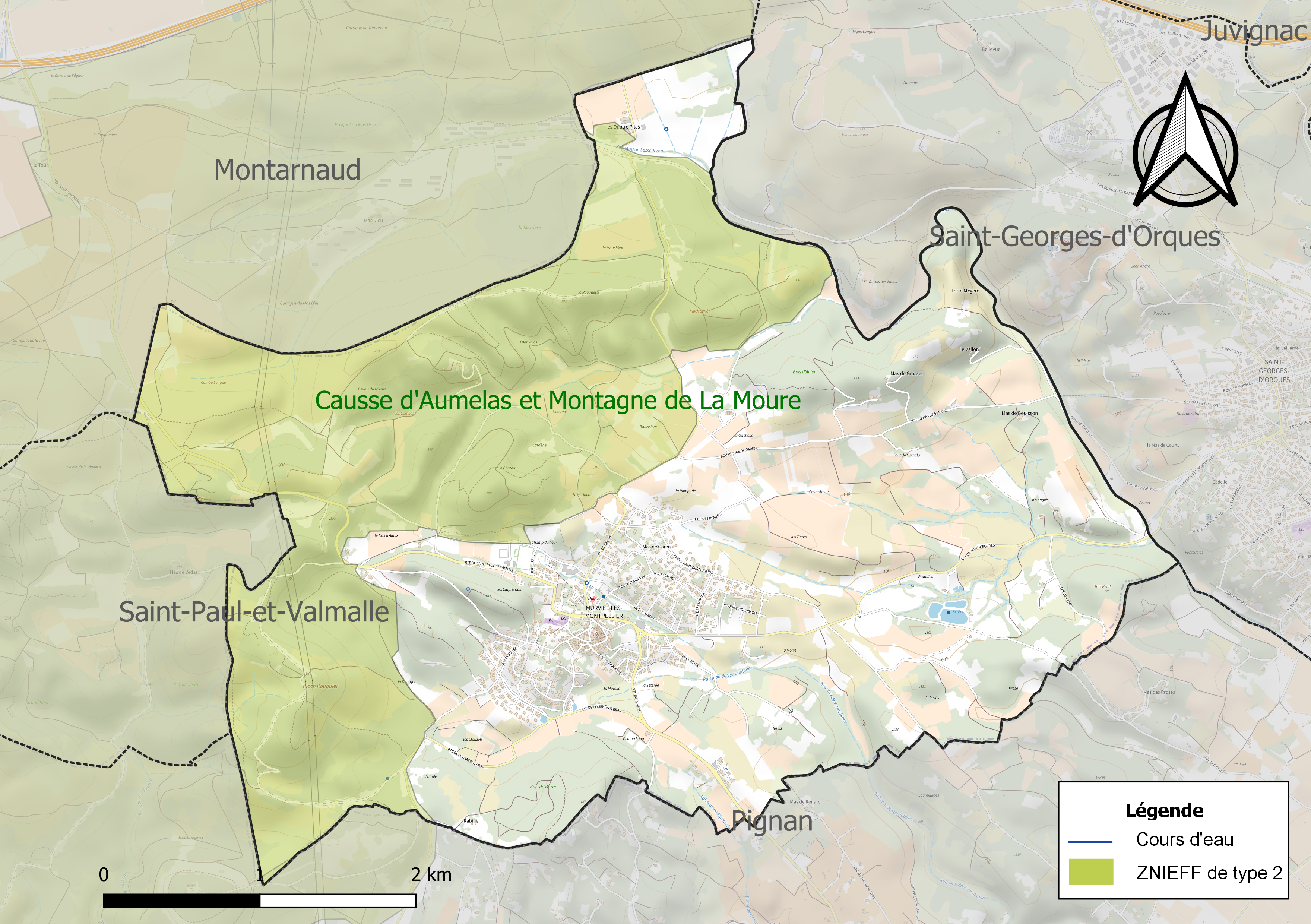
Carte de la ZNIEFF de type 2 sur la commune.

## Urbanisme

### Typologie
Au 1er janvier 2024, Murviel-lès-Montpellier est catégorisée bourg rural, selon la nouvelle grille communale de densité à sept niveaux définie par l'Insee en 2022.
Elle est située hors unité urbaine. Par ailleurs la commune fait partie de l'aire d'attraction de Montpellier, dont elle est une commune de la couronne,. Cette aire, qui regroupe 161 communes, est catégorisée dans les aires de 700 000 habitants ou plus (hors Paris),.

### Occupation des sols
L'occupation des sols de la commune, telle qu'elle ressort de la base de données européenne d’occupation biophysique des sols Corine Land Cover (CLC), est marquée par l'importance des territoires agricoles (54,6 % en 2018), en augmentation par rapport à 1990 (51 %). La répartition détaillée en 2018 est la suivante : 
cultures permanentes (35,2 %), milieux à végétation arbustive et/ou herbacée (21,9 %), zones agricoles hétérogènes (19,5 %), forêts (16 %), zones urbanisées (7,4 %). L'évolution de l’occupation des sols de la commune et de ses infrastructures peut être observée sur les différentes représentations cartographiques du territoire : la carte de Cassini (XVIIIe siècle), la carte d'état-major (1820-1866) et les cartes ou photos aériennes de l'IGN pour la période actuelle (1950 à aujourd'hui).

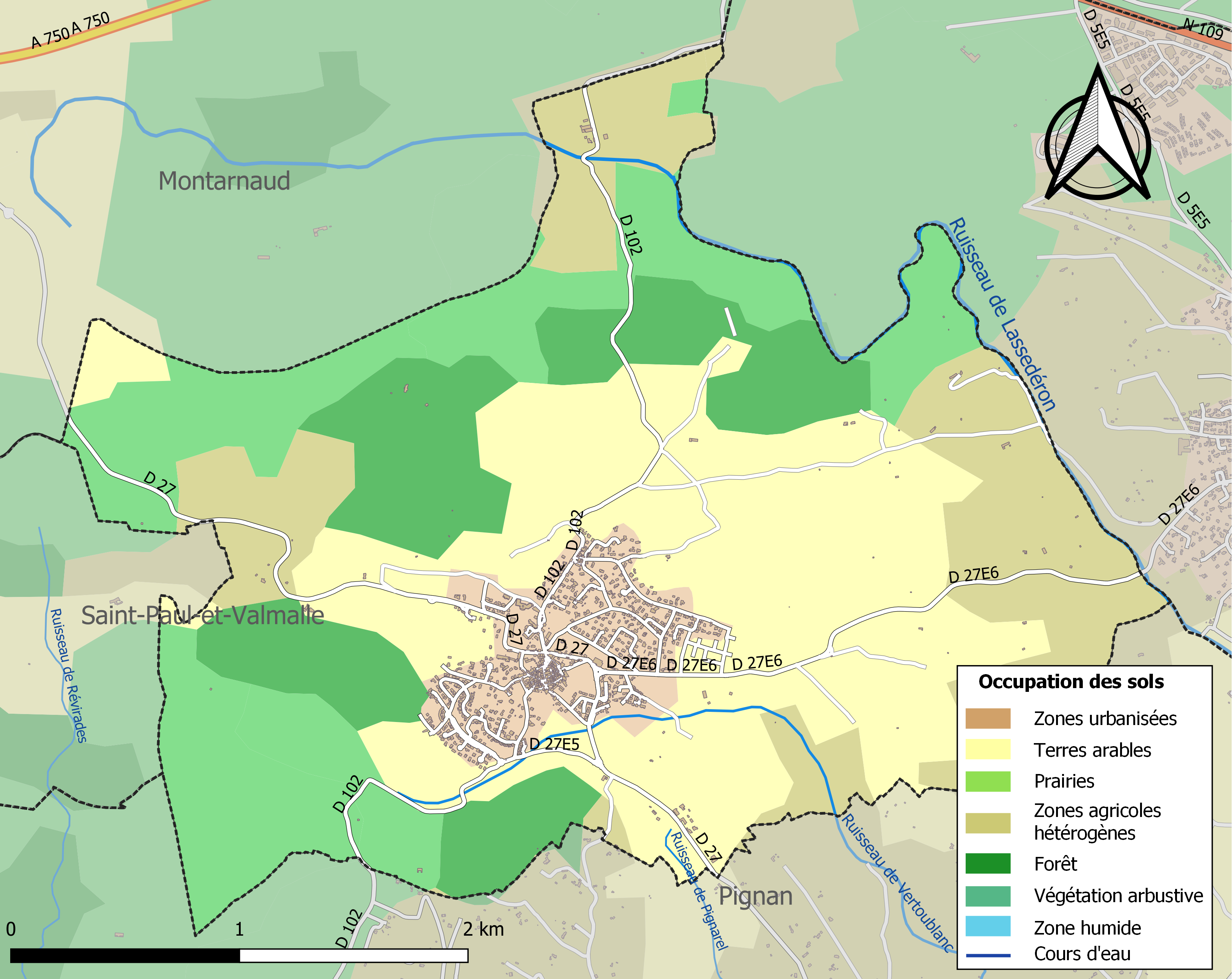
Carte des infrastructures et de l'occupation des sols de la commune en 2018 (CLC).

### Risques majeurs
Le territoire de la commune de Murviel-lès-Montpellier est vulnérable à différents aléas naturels : météorologiques (tempête, orage, neige, grand froid, canicule ou sécheresse), inondations, feux de forêts et séisme (sismicité faible). Il est également exposé à un risque technologique,  le transport de matières dangereuses. Un site publié par le BRGM permet d'évaluer simplement et rapidement les risques d'un bien localisé soit par son adresse soit par le numéro de sa parcelle.

#### Risques naturels
Certaines parties du territoire communal sont susceptibles d’être affectées par le risque d’inondation par débordement de cours d'eau, notamment le ruisseau de Lasséderon. La commune a été reconnue en état de catastrophe naturelle au titre des dommages causés par les inondations et coulées de boue survenues en 1982, 1989, 2002, 2003 et 2014,.
Murviel-lès-Montpellier est exposée au risque de feu de forêt. Un plan départemental de protection des forêts contre les incendies (PDPFCI) a été approuvé en juin 2013 et court jusqu'en 2022, où il doit être renouvelé. Les mesures individuelles de prévention contre les incendies sont précisées par deux arrêtés préfectoraux et s’appliquent dans les zones exposées aux incendies de forêt et à moins de 200 mètres de celles-ci. L’arrêté du 25 avril 2002 réglemente l'emploi du feu en interdisant notamment d’apporter du feu, de fumer et de jeter des mégots de cigarette dans les espaces sensibles et sur les voies qui les traversent sous peine de sanctions. L'arrêté du 11 mars 2013 rend le débroussaillement obligatoire, incombant au propriétaire ou ayant droit,.

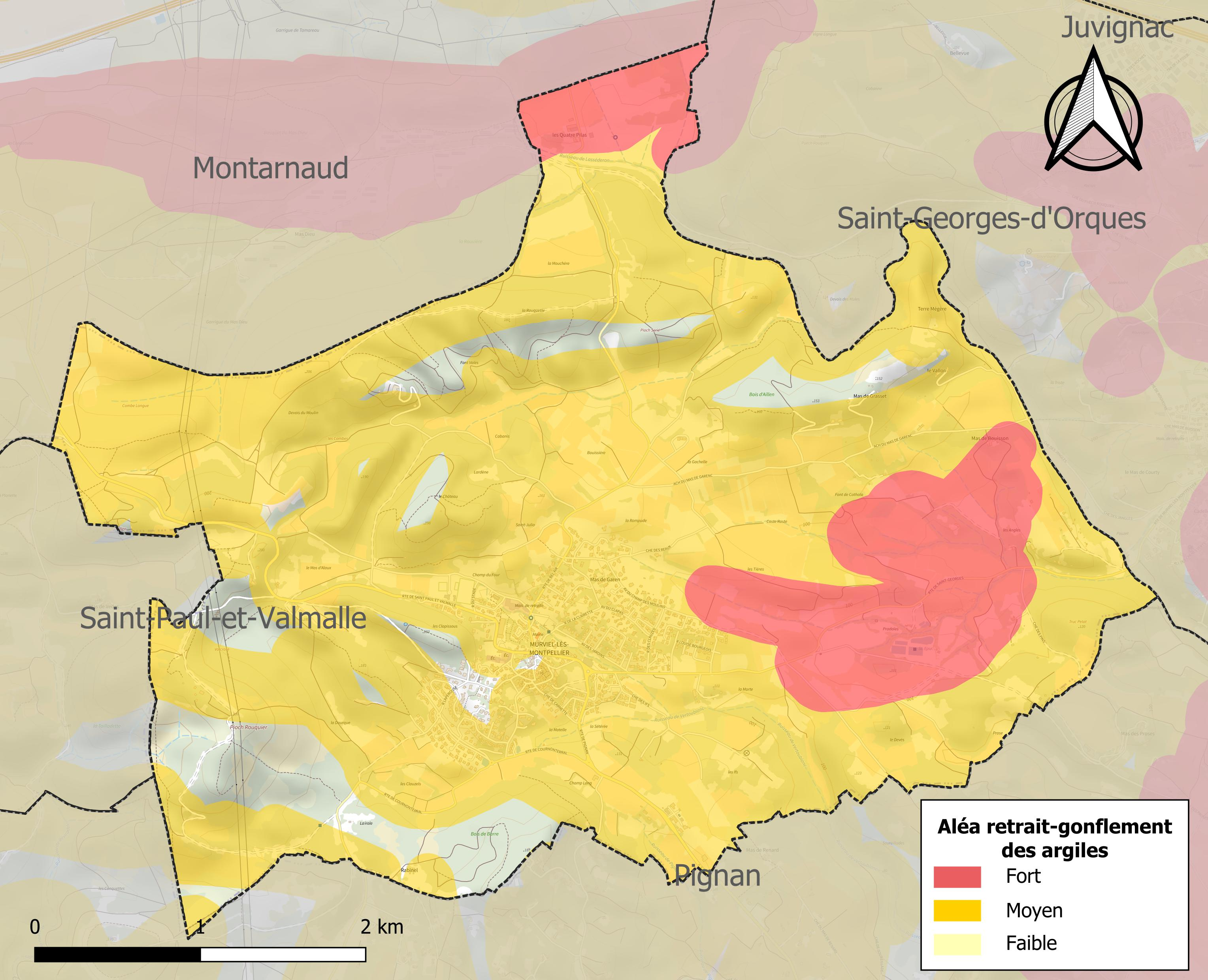
Carte des zones d'aléa retrait-gonflement des sols argileux de Murviel-lès-Montpellier.

Le retrait-gonflement des sols argileux est susceptible d'engendrer des dommages importants aux bâtiments en cas d’alternance de périodes de sécheresse et de pluie. 90 % de la superficie communale est en aléa moyen ou fort (59,3 % au niveau départemental et 48,5 % au niveau national). Sur les 680 bâtiments dénombrés sur la commune en 2019, 643 sont en aléa moyen ou fort, soit 95 %, à comparer aux 85 % au niveau départemental et 54 % au niveau national. Une cartographie de l'exposition du territoire national au retrait gonflement des sols argileux est disponible sur le site du BRGM,.
Par ailleurs, afin de mieux appréhender le risque d’affaissement de terrain, l'inventaire national des cavités souterraines permet de localiser celles situées sur la commune.

#### Risques technologiques
Le risque de transport de matières dangereuses sur la commune est lié à sa traversée par des infrastructures routières ou ferroviaires importantes ou la présence d'une canalisation de transport d'hydrocarbures. Un accident se produisant sur de telles infrastructures est susceptible d’avoir des effets graves sur les biens, les personnes ou l'environnement, selon la nature du matériau transporté. Des dispositions d’urbanisme peuvent être préconisées en conséquence.

## Toponymie
Attestée sous les formes Muro Vetulo en 1031 et 1060, de Muro Veteri en  1149 et 1150.
Le nom du village vient du pluriel latin muri vetuli, de l'occitan mur « mur d'enceinte », accompagné de l’adjectif vièlh « vieux ».
« A tiré son nom des ruines de l'oppidum situé au lieu-dit le Château ou le Castellas ».

## Histoire

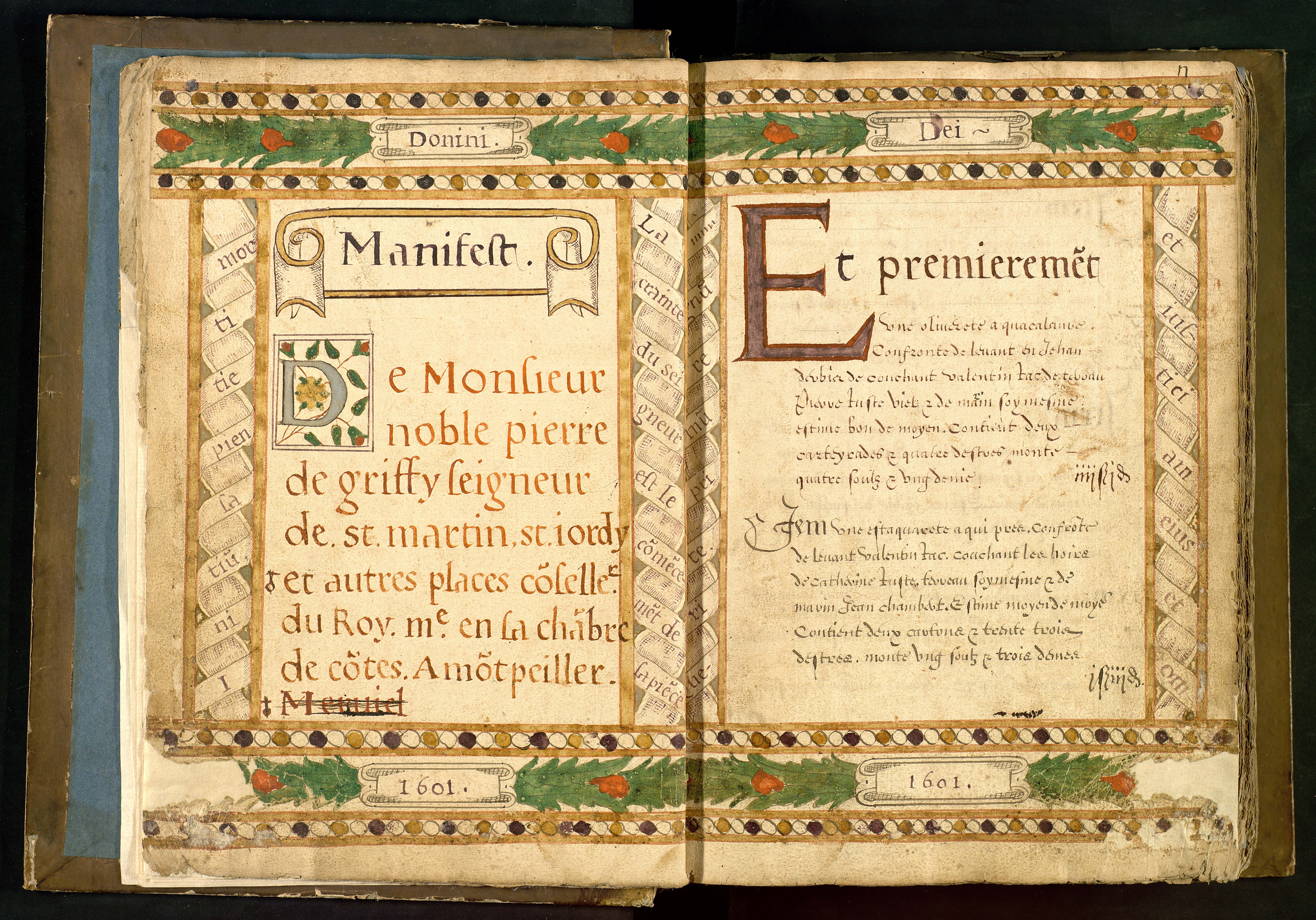
Extrait de l'usuel de compoix de Murviel-lès-Montpellier (1600)

La colline du Castellas est occupée au moins depuis le IIe siècle av. J.-C. (Oppidum d'Altimurium). À la fin du Ier siècle av. J.-C., la localité s'étendait sur 30 hectares. En face se trouvait un sanctuaire gallo-romain récemment découvert.
Face au site antique d’Altimurium, le castrum (village fortifié) de Murviel est édifié autour d’un château-fort datant du XIe et XIIe siècles mais vraisemblablement établi sur des vestiges antérieurs (présence de tombes) peut-être du Haut Moyen Âge. Appartenant à un certain Aeneas mentionné dans le cartulaire de Gellone en 1107, le château passe ensuite aux mains d’une famille seigneuriale, les Aton (ou Athon), vassale des Guilhem, seigneurs de Montpellier qui cherchaient alors à exercer leur pouvoir sur tous les territoires à l’ouest de Montpellier afin d’étendre leur seigneurie et garantir leur sécurité jusqu’à la vallée de l’Hérault.
Au XIIIe siècle, alors propriété de Jacques Ier d'Aragon, la seigneurie de Murviel est cédée à l’évêque de Maguelone, Béranger de Frédol, par un accord signé le 5 janvier 1272. Murviel est rapidement ajoutée à la mense épiscopale de Maguelone, faisant du village une seigneurie ecclésiastique relevant de l’évêque qui détient le pouvoir temporel comme n’importe quel seigneur féodal.
Au XIVe siècle, malgré les épreuves (peste noire, guerre de Cent Ans), le château de Murviel demeure. Ce n’est qu’avec la Guerre des Religions opposant protestants et catholiques qu’il sera mis à mal : mal défendu car peu occupé, le château de Murviel est incendié partiellement en 1562. En 1591, l’évêque de Montpellier, Antoine de Subjet, décide de transférer le château de Murviel à Pierre de Griffy (dont le nom apparaît en tête du Compoix de 1601 conservé à la Mairie de Murviel), moyennant 300 écus et la promesse de restaurer l’édifice dans un délai de cinq années. La promesse n’ayant pas été tenue, le château de Murviel est repris par l’évêque Jean Garnier en 1605.
Au XVIIe siècle, une expertise du château est commandée par l’évêque mais en raison de son coût trop onéreux, la restauration n’aura jamais lieu. Seul le bastion sud-ouest est réaménagé (voûtement des caves et création d’un appartement au premier étage) afin d’y installer le presbytère. À partir du XVIIIe siècle, le château est progressivement démantelé, parfois jusqu’à l’arasement complet de certains secteurs : les pierres sont récupérées par les habitants et même vendues par adjudication.
Le village médiéval de Murviel possède également une église, dont la première mention date de 1080, sous l’invocation de Saint Jean-Baptiste. D’après les mentions faites dans le cartulaire de Gellone aux XIe et XIIe siècles, le prieuré de Murviel serait une fondation des moines de Gellone, puis serait passé aux mains des évêques de Maguelone dans la deuxième moitié du XIIe siècle. La partie la plus ancienne de l’édifice, l’abside romane, a sans doute été construite à la fin du XIIe siècle.
L’église de Murviel est ainsi à la fois une église castrale (c’est-à-dire l’église du castrum de Murviel) et une église castellane puisqu’incorporée dans les structures du château fort (castellum). Si l’on attribue historiquement la construction de l’église au chapitre de Maguelone, il n’est pas impossible qu’elle soit l’œuvre d’un des seigneurs de Murviel lié à la famille des Guilhems de Montpellier.
L’église Saint-Jean-Baptiste de Murviel devient, après les guerres de Religion, l’église paroissiale, à la suite de l’abandon d’un second édifice de culte situé en dehors du castrum dédié à saint Julien (dont le souvenir est perpétué par le tènement actuel de Saint Julia au milieu des vestiges de la ville basse gallo-romaine), complètement détruit au XVIIe siècle. L’église Saint-Jean-Baptiste est à de multiples reprises remaniée au cours des siècles suivants (construction de la nef et agrandissement, clocher, tribune, chapelles). En 1932-1933, le clocher est reconstruit puis l’église rénovée en 1944 pour lui rendre son aspect originel.

## Politique et administration
| Période   | Période   | Identité         | Étiquette | Qualité |
| --------- | --------- | ---------------- | --------- | --- |
| 1947      | 1977      | Paul Bernard     | Radical   | Conseiller général (1973-1976) |
| 1977      | 1989      | Pierre Devèze    |           | |
| 1989      | mars 2008 | Alfred Conesa    | PS        | |
| mars 2008 | mars 2014 | Françoise Berger | PS        | |
| mars 2014 | En cours  | Isabelle Touzard | SE        | Cadre supérieure Vice-présidente de la communauté d'agglomération de Montpellier déléguée à l’Emploi, Agriculture, TPE, PME, Artisanat |

## Démographie
L'évolution du nombre d'habitants est connue à travers les recensements de la population effectués dans la commune depuis 1793. Pour les communes de moins de 10 000 habitants, une enquête de recensement portant sur toute la population est réalisée tous les cinq ans, les populations de référence des années intermédiaires étant quant à elles estimées par interpolation ou extrapolation. Pour la commune, le premier recensement exhaustif entrant dans le cadre du nouveau dispositif a été réalisé en 2007.

En 2022, la commune comptait 2 002 habitants, en évolution de +5,87 % par rapport à 2016 (Hérault : +7,49 %, France hors Mayotte : +2,11 %).
| 1793 | 1800 | 1806 | 1821 | 1831 | 1836 | 1841 | 1846 | 1851 |
| ---- | ---- | ---- | ---- | ---- | ---- | ---- | ---- | ---- |
| 374  | 379  | 426  | 520  | 522  | 446  | 401  | 431  | 448  |

| 1856 | 1861 | 1866 | 1872 | 1876 | 1881 | 1886 | 1891 | 1896 |
| ---- | ---- | ---- | ---- | ---- | ---- | ---- | ---- | ---- |
| 403  | 414  | 453  | 462  | 414  | 351  | 435  | 456  | 520  |

| 1901 | 1906 | 1911 | 1921 | 1926 | 1931 | 1936 | 1946 | 1954 |
| ---- | ---- | ---- | ---- | ---- | ---- | ---- | ---- | ---- |
| 510  | 517  | 509  | 409  | 406  | 403  | 349  | 305  | 321  |

| 1962 | 1968 | 1975 | 1982 | 1990 | 1999  | 2006  | 2007  | 2012  |
| ---- | ---- | ---- | ---- | ---- | ----- | ----- | ----- | ----- |
| 390  | 424  | 441  | 687  | 935  | 1 208 | 1 602 | 1 658 | 1 877 |

| 2017  | 2022  | - | - | - | - | - | - | - |
| ----- | ----- | - | - | - | - | - | - | - |
| 1 883 | 2 002 | - | - | - | - | - | - | - |

## Économie

### Revenus
En 2018, la commune compte 702 ménages fiscaux, regroupant 1 831 personnes. La médiane du revenu disponible par unité de consommation est de 24 380 € (20 330 € dans le département).

### Emploi
|                | 2008   | 2013   | 2018  |
| -------------- | ------ | ------ | ----- |
| Commune        | 6,1 %  | 7,6 %  | 9,2 % |
| Département    | 10,1 % | 11,9 % | 12 %  |
| France entière | 8,3 %  | 10 %   | 10 %  |

En 2018, la population âgée de 15 à 64 ans s'élève à 1 162 personnes, parmi lesquelles on compte 77,7 % d'actifs (68,5 % ayant un emploi et 9,2 % de chômeurs) et 22,3 % d'inactifs,. Depuis 2008, le taux de chômage communal (au sens du recensement) des 15-64 ans est inférieur à celui de la France et du département.
La commune fait partie de la couronne de l'aire d'attraction de Montpellier, du fait qu'au moins 15 % des actifs travaillent dans le pôle,. Elle compte 246 emplois en 2018, contre 206 en 2013 et 168 en 2008. Le nombre d'actifs ayant un emploi résidant dans la commune est de 809, soit un indicateur de concentration d'emploi de 30,4 % et un taux d'activité parmi les 15 ans ou plus de 62,2 %.
Sur ces 809 actifs de 15 ans ou plus ayant un emploi, 150 travaillent dans la commune, soit 19 % des habitants. Pour se rendre au travail, 85 % des habitants utilisent un véhicule personnel ou de fonction à quatre roues, 3,9 % les transports en commun, 7,7 % s'y rendent en deux-roues, à vélo ou à pied et 3,3 % n'ont pas besoin de transport (travail au domicile).

### Activités hors agriculture

#### Secteurs d'activités
143 établissements sont implantés  à Murviel-lès-Montpellier au 31 décembre 2019. Le tableau ci-dessous en détaille le nombre par secteur d'activité et compare les ratios avec ceux du département,.
| Secteur d'activité                                                                                        | Commune | Commune | Département |
| Secteur d'activité                                                                                        | Nombre  | %       | %           |
| --- | ------- | ------- | ----------- |
| Ensemble                                                                                                  | 143     | 100 %   | (100 %)     |
| Industrie manufacturière, industries extractives et autres                                                | 11      | 7,7 %   | (6,7 %)     |
| Construction                                                                                              | 26      | 18,2 %  | (14,1 %)    |
| Commerce de gros et de détail, transports, hébergement et restauration                                    | 29      | 20,3 %  | (28 %)      |
| Information et communication                                                                              | 6       | 4,2 %   | (3,3 %)     |
| Activités financières et d'assurance                                                                      | 3       | 2,1 %   | (3,2 %)     |
| Activités immobilières                                                                                    | 5       | 3,5 %   | (5,3 %)     |
| Activités spécialisées, scientifiques et techniques et activités de services administratifs et de soutien | 29      | 20,3 %  | (17,1 %)    |
| Administration publique, enseignement, santé humaine et action sociale                                    | 23      | 16,1 %  | (14,2 %)    |
| Autres activités de services                                                                              | 11      | 7,7 %   | (8,1 %)     |

Le secteur des activités spécialisées, scientifiques et techniques et des activités de services administratifs et de soutien est prépondérant sur la commune puisqu'il représente 20,3 % du nombre total d'établissements de la commune (29 sur les 143 entreprises implantées  à Murviel-lès-Montpellier), contre 17,1 % au niveau départemental.

#### Entreprises et commerces
Les cinq entreprises ayant leur siège social sur le territoire communal qui génèrent le plus de chiffre d'affaires en 2020 sont : 
- Ginkgo, services d'aménagement paysager (97 k€)
- Biloba, services d'aménagement paysager (80 k€)
- Nudge, conseil pour les affaires et autres conseils de gestion (60 k€)
- Vivinvest, location de logements (24 k€)
- MY Wonderful Kids, vente par automates et autres commerces de détail hors magasin, éventaires ou marchés n.c.a. (22 k€)

### Agriculture
La commune est dans les Garrigues, une petite région agricole occupant une partie du centre et du nord-est du département de l'Hérault. En 2020, l'orientation technico-économique de l'agriculture  sur la commune est la viticulture.
|               | 1988 | 2000 | 2010  | 2020 |
| ------------- | ---- | ---- | ----- | ---- |
| Exploitations | 58   | 39   | 27    | 17   |
| SAU (ha)      | 262  | 318  | 1 183 | 184  |

Le nombre d'exploitations agricoles en activité et ayant leur siège dans la commune est passé de 58 lors du recensement agricole de 1988  à 39 en 2000 puis à 27 en 2010 et enfin à 17 en 2020, soit une baisse de 71 % en 32 ans. Le même mouvement est observé à l'échelle du département qui a perdu pendant cette période 67 % de ses exploitations,. La surface agricole utilisée sur la commune a également diminué, passant de 262 ha en 1988 à 184 ha en 2020. Parallèlement la surface agricole utilisée moyenne par exploitation a augmenté, passant de 5 à 11 ha.

## Culture locale et patrimoine

### Lieux et monuments

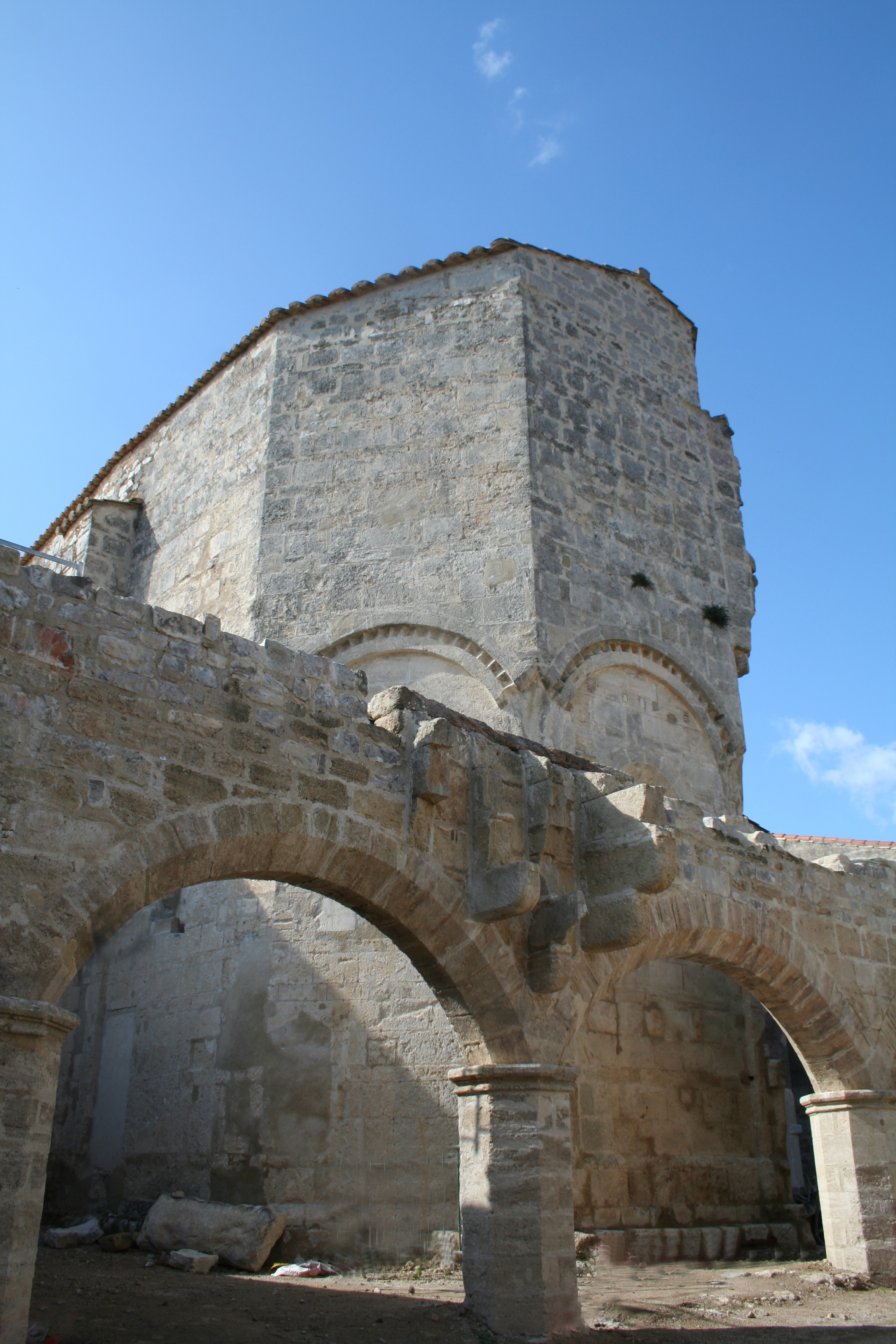
Chevet de l'église Saint-Jean-Baptiste.

- Vestiges de l'oppidum d'Altimurium (oppidum, temple et fontaine) classés et inscrits aux monuments historiques en 1896, 1971 et 2010. De plus, une mensa ponderaria a été découverte en 2008[35] ;
- Église Saint-Jean-Baptiste. Son chevet polygonal est de style roman (XIIe siècle). L'Abside a été inscrit au titre des monuments historiques en 1963[36].
- Musée Paul-Soyris d'archéologie ;
- Château des évêques ;
- Cave coopérative vinicole.

### Héraldique
| Blason de Murviel-lès-Montpellier | Blason  | De sinople à Saint Jean-Baptiste et d'un agneau de Dieu d'argent. |
| Blason de Murviel-lès-Montpellier | Détails | Le statut officiel du blason reste à déterminer.                  |